# Chrysemosa jeanneli
Chrysemosa jeanneli is een insect uit de familie van de gaasvliegen (Chrysopidae), die tot de orde netvleugeligen (Neuroptera) behoort. 
Chrysemosa jeanneli is voor het eerst wetenschappelijk beschreven door Navás in 1914.